# Harris & Ford
Harris & Ford sono un duo di DJ austriaco composto dai due DJ, produttori musicali e compositore Kevin Kridlo e Patrick Pöhl.

## Storia
La band è stata formata nel gennaio 2011.
Legendär, Das geht Boom e Tick Tack sono stati i primi successi musicali del duo. Tutte e tre le canzoni sono riuscite a piazzarsi nelle classifiche ufficiali austriache. Das Geht Boom è rimasta nelle classifiche dei singoli per otto settimane e ha raggiunto anche il primo posto nelle DJ Charts Austria.
Se le loro produzioni venivano inizialmente classificate come pop dance, i loro lavori attuali possono essere classificate come hardstyle, psytrance e big room. Harris & Ford sono sotto contratto con la Kontor Records dall'inizio del 2019.
Nel maggio 2019 hanno raggiunto la posizione n°88 nella classifica ufficiale tedesca dei singoli con la loro canzone Freitag Samstag (feat. Finch Asozial). Sempre nel maggio 2019, hanno pubblicato il singolo God Save the Rave insieme agli Scooter. Nel settembre dello stesso anno hanno pubblicato il singolo, Break the Beat in collaborazione con il team di DJ/producer italiani VINAI. A novembre 2019, hanno pubblicato un remix ufficiale del singolo degli Scooter Devil's Symphony. A dicembre, hanno pubblicato un remix della traccia Hardstyle Girl del progetto 'Hard But Crazy'. Il remix ha raggiunto il primo posto nella Beatport Hard Dance.
Nel gennaio 2020 hanno pubblicato la canzone Mutter insieme al rapper olandese Jebroer.  Il titolo è basato sull'omonima canzone di successo Berlino Mutter, der Mann mit dem Koks ist da della fine del XIX secolo. Nel marzo 2020, il singolo Fight Back, prototto insieme a Ummet Ozcan, è stato pubblicato tramite la Spinnin' Records. In aprile 2020, Harris & Ford, insieme al team di DJ e produttori norvegesi Da Tweekaz, hanno pubblicato una nuova versione remix della canzone Moskau di Dschinghis Kahn. La canzone ha debuttato al World Cup Dome Winter Edition a Düsseldorf nel gennaio 2020. Un altro remix, He's a Pirate, è stato pubblicato nell'aprile 2020. Nel maggio 2020, la canzone Spotlight è stata pubblicata insieme al DJ e produttore olandese Sander van Doorn su Spinnin' Records. Nel maggio 2020, è stata pubblicata il singolo True Friendship.

## Discografia

### Singoli
- 2011: Your show
- 2012: I feel like it
- 2012: Legendary
- 2013: That Goes Boom (Shag Ragga) (vs. Gordon & Doyle feat. Lisah)
- 2014: Tick Tock (feat. Lisah)
- 2015: Great! (feat. Trackshittaz)
- 2015: We Need Mood (feat. Vanny)
- 2016: Eurotrip (con Anna Chiara)
- 2016: If Not Now, When (vs. Powerkryner)
- 2017: Born to Party (con Marry)
- 2017: Forever and Now (Club Mix) (con Julia Buchler)
- 2017: Up & Down (The Fit Program)
- 2017: 96 Hours Awake (feat. Jöli)
- 2018: Forever young
- 2018: Live is Life (feat. Ena)
- 2018: A day of infinity
- 2018: Hard, Style & Folk Music (feat. Addnfahrer)
- 2019: We are the party (con Isi Glück)
- 2019: Drop Me Amadeus
- 2019: Friday Saturday (con Finch)
- 2019: God Save the Rave (con gli Scooter)
- 2019: Break the Beat (con Vinai)
- 2020: Mother (con Jebroer)
- 2020: Fight Back (con Ummet Ozcan)
- 2020: Moscow (con Da Tweekaz)
- 2020: Spotlight (con Sander van Doorn)
- 2020: True Friendship
- 2020: Neighbors (con Finch)
- 2020: Rocketship (con Da Hool)
- 2020: Addicted to the Bass (con Brennan Heart)
- 2020: My Way (con Mike Candys)
- 2020: Higher Space (con Jerome)
- 2021: The Master (con Jebroer)
- 2021: Bye Bye (con Neptunica)
- 2021: Lost in you (con Maxim Schunk)
- 2021: Coco Jambo (con HBz & Thovi)
- 2021: Running (con Klaas)
- 2021: Everlasting (con Nooma)
- 2021: Million Dreams (con Ummet Ozcan)
- 2021: Circus (con Amber Van Day)
- 2021: Madhouse (con Outsiders)
- 2021: I Wouldn't Know (con Molow)
- 2021: Bassman (con Blasterjaxx)
- 2021: Jeanny (con Ian Storm & SilkandStones)
- 2021: Checkmate (con Maxim Schuck & Hard But Crazy)
- 2021: Dreams (con Axmo feat. Sarah de Waaren)
- 2021: Never Let Me Go (con Timmy Trumpet & Cascada)
- 2021: Neon Lights (con Lizot)
- 2021: Your Mama (con Glass Bead Game)
- 2021: Survivors
- 2022: The Sound (con Robert Falcon feat. JUSTN X)
- 2022: Alive (con Madugo)
- 2022: Numb (con DJ Gollum)
- 2022: Never Alone (con Hard But Crazy)
- 2022: Hollywood (con Faustix feat. PollyAnna)
- 2022: Amsterdam (con 2 Angels & Charlie)
- 2022: Psycho (con Bassjackers feat. Rebecca Helena)
- 2022: Turn Back Time
- 2022: Raindrop (con Marnik feat. Shibui)
- 2022: Make The World Rave Again (con Finch)
- 2022: Come with Me (con W&W & Special D.)
- 2022: Died in Your Arms (Reloaded) (con Sound Rush)
- 2022: Halo (con Prezioso feat. Shibui)
- 2022: "Weekend Party" (con gli ItaloBrothers)
- 2022: I’ve got hungry eyes (con Mark Star & Chris Thor)
- 2023: Fantasy (Tricky Disco) (con W&W & Triiipl 3)
- 2023: Techno is Back (con gli Scooter)

### Remix
- 2011: C-Nattix - Love
- 2011: Sunset Project & Tomtrax - Nessaiah
- 2012: Mike Indigo- Bam Baram
- 2012: Royal XTC feat. Molti- Hello
- 2013: DualXess & Nico Provenzano feat. Charlee - Ladies Night
- 2013: Gordon & Doyle - Raise Your Memory
- 2013: Funky Control - Freaky Boys
- 2013: DJ East Curve feat. Big Daddi, Kane & Enzo - Ti amo 2k13
- 2013: Club Raiders - Get Away
- 2013: Flava & Stevenson feat. Cesca Lara - Love a Paris
- 2013: Peter Sax- Pool Party
- 2013: Action in the ear - it doesn't matter
- 2013: Tomtrax— Mono 2 Stereo
- 2013: Seaside Clubbers - Don't Forget
- 2014: Trackshittaz - Awesome!
- 2014: Pressure Unit feat. Young Sixx - Let's Go Wild
- 2016: Andreas Gabalier – Hulapalu
- 2016: Vanessa Mai - I die for you
- 2016: Kerstin Ott - Little Rocket
- 2017: Lorenz Buffalo – Johnny Däpp
- 2017: Nockalm Quintet – In the night
- 2017: Helene Fischer – only with you
- 2017: Marco Wagner & Dave Brown – Hey Bro
- 2017: Peter Wackel – I'm selling my body
- 2017: Peter Power & Powerkryner - Left Right - Jump!
- 2018: Isi Glück - Life is a party
- 2018: Almklausi & Specktakel - Mama Laudaaa
- 2018: Andreas Gabalier – Hello
- 2018: The doctors - cry for love
- 2019: Miranda – Vamos ala Playa
- 2019: Scooter - Devil's Symphony
- 2019: Hard But Crazy - Hardstyle Girl
- 2020: Scotty - He's a Pirate
- 2021: Captain X- Wellerman
- 2021: Maxim Schunk & Noisetime – Perfect Match
- 2021: Emi Flemming – Don't Worry (Get Yourself A Hobby)
- 2021: Jebroer - Blood Mary
- 2021: Electric Callboy - Pump It
- 2021: Yves V & CORSAK feat. Leony - Where Do You Think You Are Going
- 2021: NoooN & Kati Breuer - Nuts are healthy
- 2022: Alexander Eder – 7 hours
- 2022: Julian Sommer - Tight in the plane
- 2022: 2 Angels & Charlie – Goethe
- 2022: Tream – BMW 3 Series
- 2022: The Zipfelbuben – Olivia
- 2022: Nathan Evans - Drunken Sailor
- 2022: Nena - 99 Luftballons